# Saint-Amans (Ariège)
Saint-Amans ist eine ehemalige französische Gemeinde mit 43 Einwohnern (Stand 1. Januar 2022) im Département Ariège in der Region Okzitanien. Sie gehörte zum Arrondissement Pamiers, zum Kanton Pamiers-1 und zum Gemeindeverband Portes d’Ariège Pyrénées.
Der Erlass vom 22. November 2022 legte mit Wirkung zum 1. Januar 2023 die Eingliederung von Saint-Amans als Commune déléguée zusammen mit der früheren Gemeinde  Bézac zur neuen Commune nouvelle Bézac fest.

## Geographie
Umgeben wird Saint-Amans von den Nachbargemeinden und der Commune déléguée:
| Unzent |                                             | Bonnac                   |
|        | Kompassrose, die auf Nachbargemeinden zeigt | Bézac (Commune déléguée) |
|        | Escosse                                     |                          |

## Bevölkerungsentwicklung
| Saint-Amans: Einwohnerzahlen von 1793 bis 2016                                                                             | Saint-Amans: Einwohnerzahlen von 1793 bis 2016 | Saint-Amans: Einwohnerzahlen von 1793 bis 2016 | Saint-Amans: Einwohnerzahlen von 1793 bis 2016 | Saint-Amans: Einwohnerzahlen von 1793 bis 2016 |
| --- | ---------------------------------------------- | ---------------------------------------------- | ---------------------------------------------- | ---------------------------------------------- |
| Jahr |                                                |                                                |                                                | Einwohner                                      |
| 1793 | 1793                                           |                                                | 118                                            | 118                                            |
| 1800 | 1800                                           |                                                | 117                                            | 117                                            |
| 1806 | 1806                                           |                                                | 126                                            | 126                                            |
| 1821 | 1821                                           |                                                | 157                                            | 157                                            |
| 1831 | 1831                                           |                                                | 193                                            | 193                                            |
| 1836 | 1836                                           |                                                | 200                                            | 200                                            |
| 1841 | 1841                                           |                                                | 197                                            | 197                                            |
| 1846 | 1846                                           |                                                | 204                                            | 204                                            |
| 1851 | 1851                                           |                                                | 189                                            | 189                                            |
| 1856 | 1856                                           |                                                | 171                                            | 171                                            |
| 1861 | 1861                                           |                                                | 180                                            | 180                                            |
| 1866 | 1866                                           |                                                | 168                                            | 168                                            |
| 1872 | 1872                                           |                                                | 173                                            | 173                                            |
| 1876 | 1876                                           |                                                | 157                                            | 157                                            |
| 1881 | 1881                                           |                                                | 155                                            | 155                                            |
| 1886 | 1886                                           |                                                | 162                                            | 162                                            |
| 1891 | 1891                                           |                                                | 166                                            | 166                                            |
| 1896 | 1896                                           |                                                | 149                                            | 149                                            |
| 1901 | 1901                                           |                                                | 156                                            | 156                                            |
| 1906 | 1906                                           |                                                | 160                                            | 160                                            |
| 1911 | 1911                                           |                                                | 141                                            | 141                                            |
| 1921 | 1921                                           |                                                | 112                                            | 112                                            |
| 1926 | 1926                                           |                                                | 114                                            | 114                                            |
| 1931 | 1931                                           |                                                | 95                                             | 95                                             |
| 1936 | 1936                                           |                                                | 102                                            | 102                                            |
| 1946 | 1946                                           |                                                | 95                                             | 95                                             |
| 1954 | 1954                                           |                                                | 83                                             | 83                                             |
| 1962 | 1962                                           |                                                | 71                                             | 71                                             |
| 1968 | 1968                                           |                                                | 70                                             | 70                                             |
| 1975 | 1975                                           |                                                | 66                                             | 66                                             |
| 1982 | 1982                                           |                                                | 54                                             | 54                                             |
| 1990 | 1990                                           |                                                | 50                                             | 50                                             |
| 1999 | 1999                                           |                                                | 48                                             | 48                                             |
| 2006 | 2006                                           |                                                | 49                                             | 49                                             |
| 2011 | 2011                                           |                                                | 43                                             | 43                                             |
| 2016 | 2016                                           |                                                | 45                                             | 45                                             |
| Quelle(n): EHESS/Cassini bis 1999, INSEE ab 2006 Anmerkung(en): Ab 1962 offizielle Zahlen ohne Einwohner mit Zweitwohnsitz |                                                |                                                |                                                |                                                |

## Sehenswürdigkeiten
- Pfarrkirche Saint-Amans

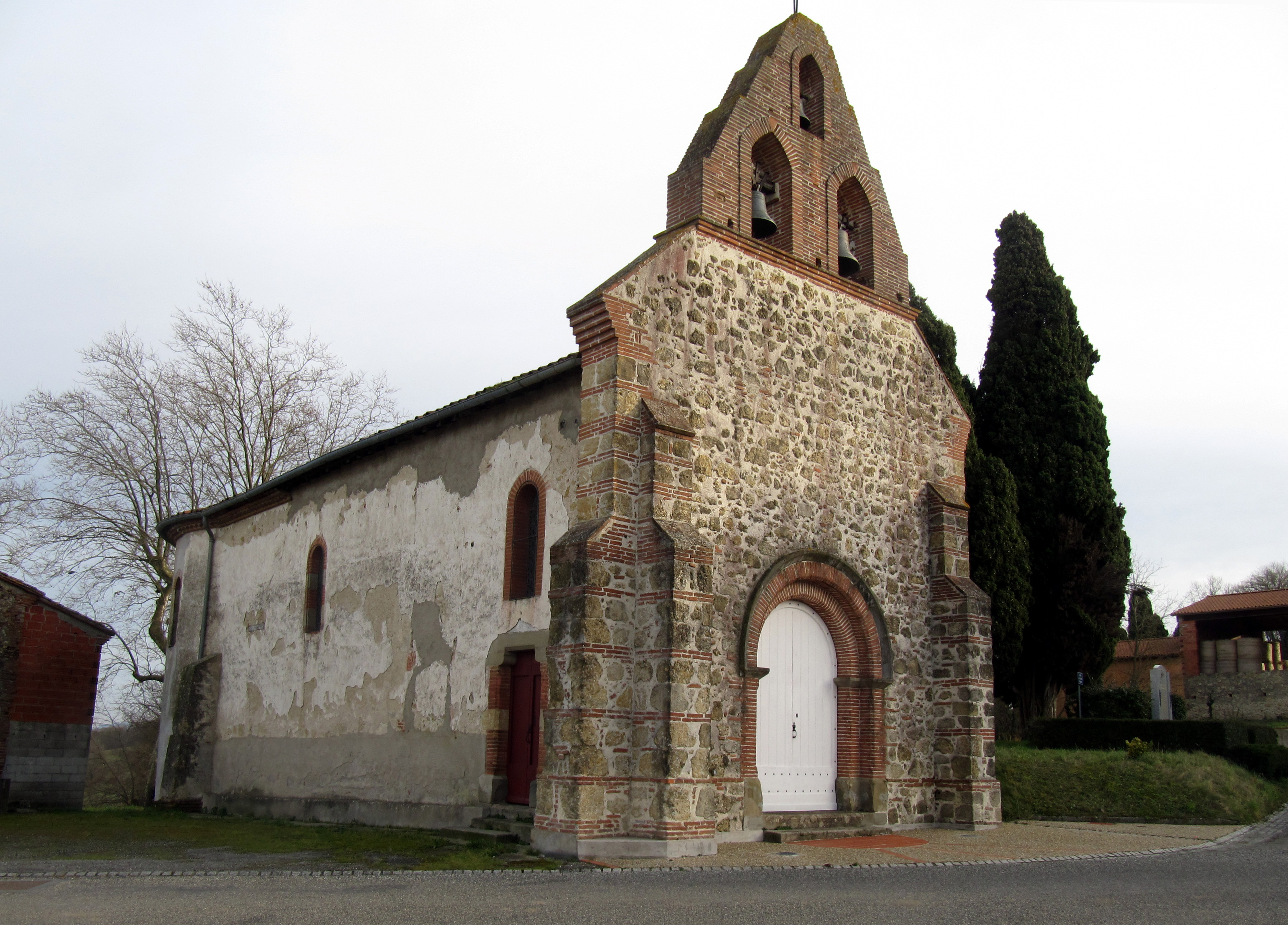
Pfarrkirche Saint-Amans

Die erste urkundliche Erwähnung der Kirche stammt aus dem Jahr 1263. 1375 ist sie als Dependance der Pfarrei Unzent bezeugt. Im 19. Jahrhundert wurde das Gebäude restauriert, erweitert und konsolidiert. 1915 wurden nach einem heftigen Unwetter vom 22. Februar (Dacheinsturz und Mauerrisse) größere Reparaturen durchgeführt. Sie birgt zahlreiche, in der Base Palissy gelistete Einrichtungsstücke.